# Progresistas Cabezón de la Sal y Cantabria
Progresistas Cabezón de la Sal y Cantabria (PGS) es un partido político de Cantabria de carácter comarcal. Concurrió por primera vez en las elecciones municipales de 2003 como "Progresistas Cabezón de la Sal" en las que obtuvo tres concejales. En las elecciones municipales de 2007, el partido se extendió por la comarca de Saja-Nansa y presentó candidaturas en los municipios de Cabezón de la Sal, Mazcuerras y Ruente.

## Presencia institucional
En la legislatura 2007-2011 formó parte del pacto de gobierno en Cabezón de la Sal junto a PSC-PSOE y PRC, y tuvo un concejal en Mazcuerras.

## Resultados electorales
| Año  | Municipio         | Candidato        | Votos | % de votos | Concejales | Referencia |
| ---- | ----------------- | ---------------- | ----- | ---------- | ---------- | ---------- |
| 2003 | Cabezón de la Sal | David Gómez      | 1111  | 21,89 %    | 3          | [ 4 ]      |
| 2007 | Cabezón de la Sal | Agustín Piquero  | 581   | 11,01 %    | 1          | [ 5 ]      |
| 2007 | Mazcuerras        | Carlos Escalante | 169   | 12,26 %    | 1          | [ 3 ]      |
| 2007 | Ruente            | Valentín Morante | 25    | 3,26 %     | 0          | [ 6 ]      |

En 2011 no se presentó entrando algunos de sus miembros en la candidatura de Izquierda Unida.